# Ligue Awami
Pour les articles homonymes, voir Ligue.
Ne doit pas être confondu avec Parti national Awami, Parti Awami national, Parti baloutche Awami ou Parti national baloutche (Awami).
La ligue Awami, en forme longue la ligue Awami du Bangladesh (en bengali : বাংলাদেশ আওয়ামী লীগ, littéralement la « ligue du Peuple du Bangladesh »), est l'un des principaux partis politiques au Bangladesh. Il s'agit du plus ancien parti politique toujours en activité du pays, qui a joué un rôle majeur dans l'indépendance du Bangladesh avant et après la guerre de libération. Il est l'un des deux seuls partis politiques à avoir été au pouvoir, aux côtés de son opposant historique, le Parti nationaliste du Bangladesh (PNB). Lorsque le parti est au pouvoir entre 2009 et le 5 août 2024, il est constamment considéré comme autoritaire,,.
Le parti est créé en 1949 sous l'appellation ligue musulmane Awami du Pakistan oriental à Dacca, qui est alors la capitale de la province pakistanaise du Bengale oriental, par Maulana Abdul Hamid Khan Bhashani et Shamsul Huq (en), des nationalistes bengalis, ensuite rejoints par Huseyn Shaheed Suhrawardy, devenu Premier ministre du Pakistan en 1956. Il est construit comme étant l'alternative bengalie à la domination de la ligue musulmane au Pakistan et à la centralisation du gouvernement. Le parti devient assez populaire au Bengale oriental, devenant la principale source de l'opposition aux dirigeants pakistanais et à l'armée pakistanaise. Sous la direction de Sheikh Mujibur Rahman, le parti se radicalise et mène la lutte pour l'indépendance, d'abord en menant de vastes mouvements populistes et de désobéissance civile, comme le Mouvement en six points et le Mouvement de non-coopération de 1971 (en), puis en participant activement à la guerre de libération.
Après l'indépendance du Bangladesh, la ligue Awami remporte les premières élections législatives en 1970, mais est renversée en 1975 après l'assassinat de Sheikh Mujibur Rahman. Le parti est contraint à rester à l'écart de la vie politique nationale sous les différents régimes militaires qui lui ont succédé, et nombre de ses dirigeants et militants ont été exécutés ou emprisonnés. Après le rétablissement de la démocratie en 1990, la ligue Awami est redevenue l’un des principaux acteurs de la politique bangladaise. Depuis 2009, date à laquelle la ligue est retournée au pouvoir, le Bangladesh a connu un recul démocratique,,.
Parmi les principales figures de la ligue Awami, cinq sont devenues président du Bangladesh, quatre sont devenues Premier ministre du Bangladesh et une est devenue Premier ministre du Pakistan. L'ancienne Première ministre bengalie, Sheikh Hasina, est à la tête du parti depuis 1981.

## Histoire

### Création et existence sous le contrôle pakistanais (1949-1966)

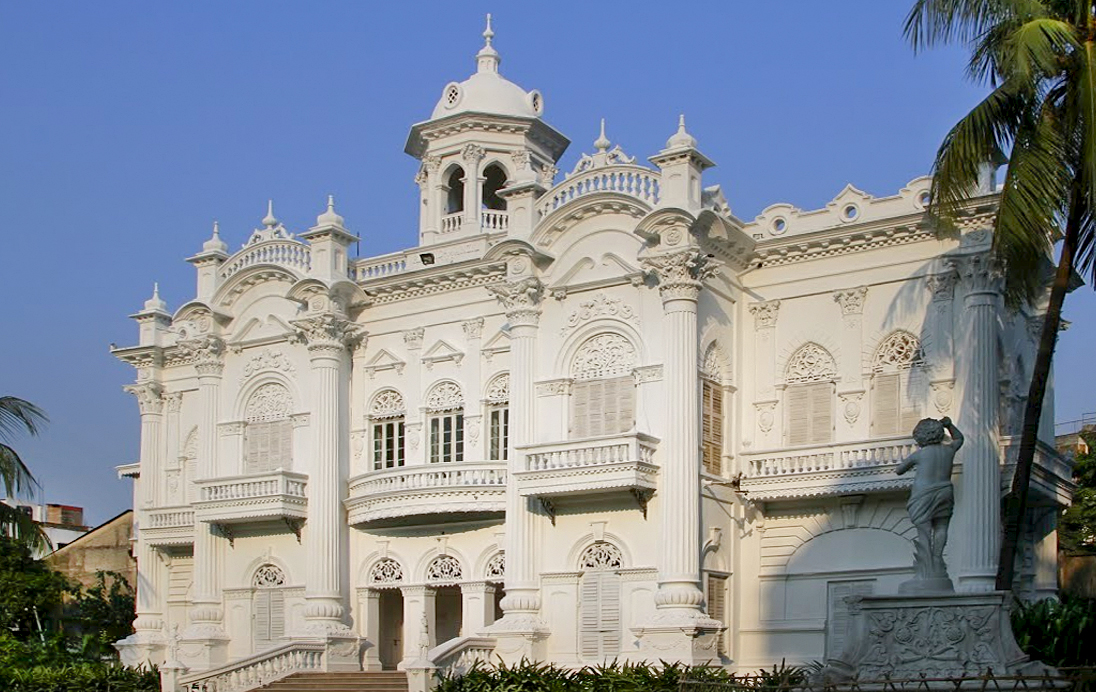
Le, où la ligue Awami est née en 1949.

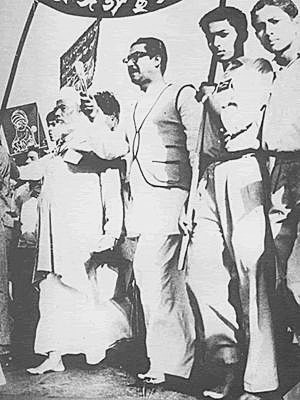
Maulana Abdul Hamid Khan Bhashani et Sheikh Mujibur Rahman marchant pieds nus pendant une manifestation du Mouvement pour la Langue en 1953.

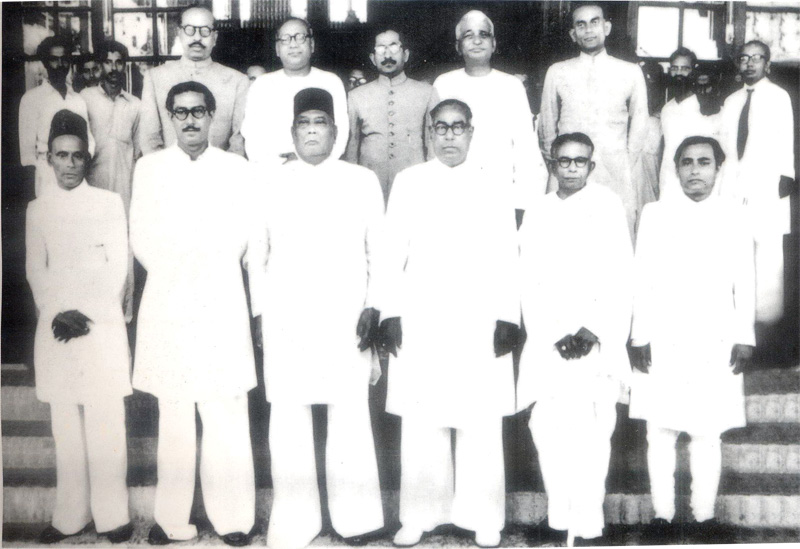
Les membres du cabinet d'Abul Kasem Fazlul Huq en 1954.

En 1948, plusieurs contestations émergent au Bengale oriental contre le bannissement de l'écriture bengalie sur les pièces de monnaie, les timbres et la fonction publique pakistanaise. Des milliers d'étudiants, principalement de l'université de Dacca, se mobilisent et font face aux forces de l'ordre. D'éminents dirigeants étudiants, dont Shamsul Huq (en), Khaleque Nawaz Khan (en), Shawkat Ali (en), Kazi Golam Mahboob (en), Oli Ahad (en) et Abdul Wahed sont arrêtés et la police est accusée d'avoir réprimé violemment les étudiants. En mars, de hauts dirigeants politiques bengalis sont à leur tour attaqués alors qu'ils menaient des manifestations exigeant que le bengali soit déclaré langue officielle au Pakistan. Parmi ces dirigeants figurait Abul Kasem Fazlul Huq, l'ancien Premier ministre du Bengale. Au milieu du mécontentement croissant au Bengale oriental, Muhammad Ali Jinnah, l'un des fondateurs du Pakistan et membre de la ligue musulmane, se rend à Dacca et déclare que l'ourdou devient la seule langue officielle au Pakistan compte tenu de son importance pour le nationalisme islamique en Asie du Sud. L'annonce provoque un tollé au Bengale oriental, où la population bengalie craint pour sa culture et son histoire. Ce ressentiment est décuplé par la discrimination croissante contre les Bengalis au sein du gouvernement, de l'industrie, de la bureaucratie et des forces armées.. Les Bengalis font valoir que leur langue était parlée par tous dans leur province, et que l'ourdou était inconnue pour la majorité d'entre eux. Dans ce contexte, le nationalisme bengali a commencé à prendre racine au sein de la Ligue musulmane et les membres bengalis du parti ont commencé à prendre position pour la reconnaissance de ces singularités.
Le 23 juin 1949, les nationalistes bengalis se séparent de la ligue musulmane et créent la ligue musulmane Awami du Pakistan oriental. Maulana Abdul Hamid Khan Bhashani et Shamsul Huq en deviennent respectivement le président et le secrétaire général du parti, Ataur Rahman Khan le vice-président, Yar Mohammad Khan le trésorier et Sheikh Mujibur Rahman, Khondaker Mostaq Ahmad et A. K. Rafiqul Hussain les secrétaires adjoints du parti. Le parti est initialement créé pour défendre les droits des nationalismes locaux avant de prendre la défense des Bengalis contre le puissant système dirigé par la ligue musulmane.
En 1952, la Ligue musulmane Awami et sa branche étudiante jouent un rôle déterminant dans le Mouvement pour la Langue, au cours duquel les forces de l'ordre pakistanaises ouvrent le feu sur des milliers d'étudiants qui protestaient pour exiger que le bengali soit déclaré langue officielle du Pakistan, tuant un certain nombre d'étudiants. Les événements de 1952 sont largement considérés par les historiens d'aujourd'hui comme un tournant dans l'histoire du Pakistan et du peuple bengali, car ils ont été le point de départ de la lutte pour l'indépendance du Bangladesh, qui a finalement abouti en 1971.
En 1953, le conseil du parti vote pour abandonner le mot « musulman » et devient la ligue Awami. À l'approche des élections législatives de 1954 au Bengale oriental, la Ligue Awami prend la tête des négociations pour former une alliance politique pan-bangladaise comprenant le parti Krishak Praja, le Nizam-e-Islam et le Ganatantrik Dal. L'alliance est nommée le Front Jukta (« Uni » en bengali) et formule l'Ekush Dafa (« Charte en 21 points » en bengali), afin de lutter pour l'établissement de droits au Pakistan oriental. Le parti prend comme symbole le bateau bengali traditionnel.
L'alliance remporte les élections, et ses dirigeants réclament une plus grande autonomie pour le Bengale oriental. Ils réussissent finalement à faire pression sur le Premier ministre Muhammad Ali Bogra, lui-même bengali, pour qu'il accepte de reconnaître dans la Constitution le bengali comme langue officielle du Pakistan. Le Front uni adopte également un décret permettant la création de l'Académie Bangla de Dacca. Alors que les tensions en faveur de l'autonomie de la région sont à leur paroxysme, le gouverneur général Ghulam Muhammad démet le gouvernement du Front uni le 29 mai 1954 en vertu de l'article 92/A de la Constitution provisoire du Pakistan.
En septembre 1956, la ligue Awami forme une coalition avec le Parti républicain pour obtenir une majorité à la nouvelle Assemblée nationale du Pakistan et prend le contrôle du gouvernement. Le président de la ligue Awami, Huseyn Shaheed Suhrawardy, devient Premier ministre du Pakistan. Suhrawardy poursuit un programme de réformes visant à réduire la disparité économique de longue date entre le Pakistan oriental et le Pakistan occidental, à assurer une plus grande représentation des Bengalis dans la fonction publique et dans l'armée et à tenter sans succès d'atténuer la pénurie alimentaire dans le pays.
La ligue Awami commence à tisser des liens avec les États-Unis à la même période. Le Pakistan rejoint l'Organisation du traité de l'Asie du Sud-Est (OTASE) et l'Organisation du traité central, deux alliances stratégiques de défense en Asie inspirées de l'Organisation du traité de l'Atlantique nord (OTAN). Maulana Bhashani, l'un des fondateurs du parti, condamne cette décision et quitte le parti en février 1957 pour former le Parti Awami national (PAN).
La même année, le Premier ministre Suhrawardy et la ligue Awami, favorables à l'existence d'un collège électoral unique pour les deux provinces pakistanaises, se heurtent au refus de l'administration centrale et de la ligue musulmane. En parallèle, ces critiques se portent également sur la décision de Suhrawardy de distribuer des millions de dollars d'aide américaine au Pakistan oriental sans qu'un sou ne soit reversé au reste du pays. Soutenu par des lobbyistes, le président Iskander Mirza exige la démission de son Premier ministre. Suhrawardy demande un vote de confiance à l'Assemblée nationale, mais sa demande est rejetée. Suhrawardy démissionne sous la menace d'un renvoi le 10 octobre 1957.
Le 7 octobre 1958, le président Iskander Mirza instaure la loi martiale et nomme le général Ayub Khan, chef de l'armée, au poste d'administrateur en chef de la loi martiale. Ayub Khan finit par destituer Mirza lors d'un coup d'État qui ne fait ni morts ni blessés. Après avoir dissous l'Assemblée nationale, Ayub fait interdire les principaux partis politiques au Pakistan. Des politiciens de haut rang, y compris l'ensemble des hauts dirigeants de la Ligue Awami, sont arrêtés et la plupart sont maintenus en détention jusqu'en 1963.
En 1962, Ayub Khan rédige une nouvelle Constitution, basée sur le scrutin indirect, par le biais d'un collège électoral restreint, permettant d'assurer selon ses dires une « démocratie de base ». Huseyn Shaheed Suhrawardy rejoint Nurul Amin, Khawaja Nazimuddin, Maulvi Farid Ahmed et Hamidul Haq Chowdhury pour former le Front démocratique national, ouvertement opposé au régime d'Ayub Khan afin de restaurer la démocratie élective. Cependant, l'alliance ne parvient pas à obtenir de concessions. Au lieu de cela, le collège électoral nomme un nouveau parlement et le président exerce le pouvoir exécutif.
Au Pakistan, les Bengalis sont victimes d'une discrimination généralisée. L'université de Dacca devient un foyer d'activisme étudiant en faveur des droits pour les Bengalis et du rétablissement de la démocratie au Pakistan. Le 5 décembre 1963, Huseyn Shaheed Suhrawardy est retrouvé mort dans sa chambre d'hôtel à Beyrouth, au Liban. Sa mort soudaine dans des circonstances mystérieuses donne lieu à des spéculations au sein de la ligue Awami et de la population pakistanaise selon lesquelles il aurait été empoisonné.

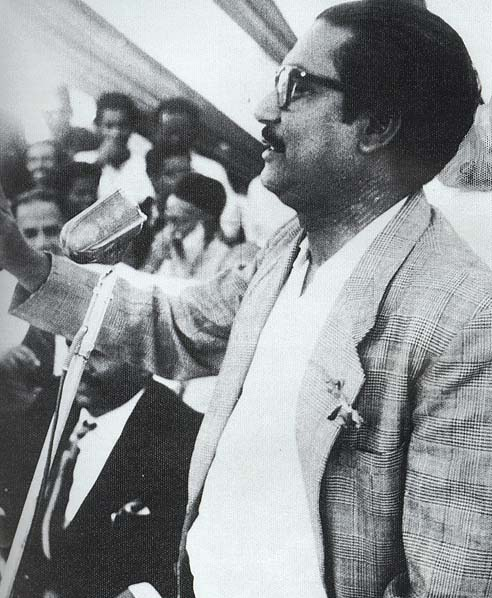
Sheikh Mujib annonçant les six points à Lahore en 1966.

### Lutte pour l'indépendance et ère Sheikh Mujib (1966-1975)
Les six points, proposés par Sheikh Mujib, sont largement acceptés par la population du Pakistan oriental, notamment parce qu'ils proposaient d'améliorer l'autonomie des provinces du Pakistan. Après l'affaire de la conspiration d'Agartala et la chute d'Ayub Khan, la ligue Awami et son leader Sheikh Mujib atteignent le sommet de leur popularité parmi la population bengalie du Pakistan oriental. Aux élections de 1970, la ligue Awami remporte 167 des 169 sièges du Pakistan oriental à l'Assemblée nationale, mais aucun des 138 sièges du Pakistan occidental. Elle remporte également 288 des 300 sièges de l'Assemblée provinciale du Pakistan oriental,. Cette victoire donne à la ligue une majorité confortable à l'Assemblée nationale qui comptait 313 sièges au total et lui permet de pouvoir établir un gouvernement sans avoir à faire de coalition. Cette situation est très mal vécue par les citoyens et les personnalités politiques du Pakistan occidental, ce qui conduit à la guerre de libération du Bangladesh au cours de l'année suivante. Les dirigeants de la Ligue Awami, réfugiés en Inde, mènent avec succès la guerre contre l'armée pakistanaise tout au long de l'année 1971. Sheikh Mujib est arrêté par l'armée pakistanaise le 25 mars 1971.
Après la victoire contre le Pakistan le 16 décembre 1971, la ligue forme le gouvernement national du Bangladesh. En 1972, sous la direction de Sheikh Mujib, le nom du parti est changé en « ligue Awami ». Parmi ses premières mesures, de vastes opérations de déminage et de reconstruction sont menées. Le parti fait également arrêter les rédacteurs en chef des journaux pro-pakistanais et n'autorise que quatre journaux parmi tous ceux existants auparavant. Les pénuries alimentaires sont également une préoccupation majeure de la ligue Awami, la guerre ayant endommagé la plupart des surfaces agricoles ainsi que le matériel nécessaire à la culture. Le nouveau pays se déclare comme non-aligné, mais se tourne progressivement vers le bloc soviétique. En 1974, le Bangladesh est frappé par une vaste famine : 70 000 personnes meurent de faim et le soutien à Mujib est au plus bas. Malgré les sanctions économiques américaines, le Bangladesh continue d'exporter du jute vers Cuba, poussant le gouvernement Nixon à interdire les exportations de céréales au Bangladesh, ce qui accentue la famine.
En janvier 1975, face à la violence populaire, Mujib déclare l'état d'urgence et devient président avec le soutien du parlement, toujours dominé par la ligue Awami. Il crée la « ligue Krishak Sramik Awami du Bangladesh », composée de la ligue Awami, du Parti communiste du Bangladesh, du Parti Awami national et de la ligue Jatiyo et interdit tous les autres partis. Cette nouvelle ligue est dissoute après l'assassinat de Sheikh Mujib.
L'évolution vers une forme de gouvernement laïque provoque un mécontentement généralisé parmi de nombreux militaires, dont la plupart ont été formés au sein de l'armée pakistanaise. Le 15 août 1975, alors que Kazi Mohammed Shafiullah était responsable des effectifs de l'armée, plusieurs militaires, dirigés par les majors Syed Faruque Rahman et Khandaker Abdur Rashid, assassinent Sheikh Mujib et tous les membres de sa famille, y compris sa femme et son fils mineur, à Dacca. Quelques mois plus tard, le 3 novembre 1975, quatre autres dirigeants de la ligue, Syed Nazrul Islam, Tajuddin Ahmad, le capitaine Muhammad Mansur Ali et Abul Hasnat Muhammad Kamaruzzaman, sont tués à l'intérieur de la prison centrale de Dacca. Seules Sheikh Hasina et Sheikh Rehana, deux filles de Mujib, survivent au massacre car elles se trouvaient en Allemagne de l'Ouest dans le cadre d'un programme d'échange culturel. Elles demandent ensuite l'asile politique au Royaume-Uni. Sheikh Rehana, la sœur cadette, reste définitivement au Royaume-Uni, tandis que Sheikh Hasina s'installe en Inde où elle vit en exil volontaire. Ses séjours à l'étranger lui permettent de se faire d'importants amis politiques en Occident et en Inde, qui deviennent des atouts précieux pour l'avenir du parti.

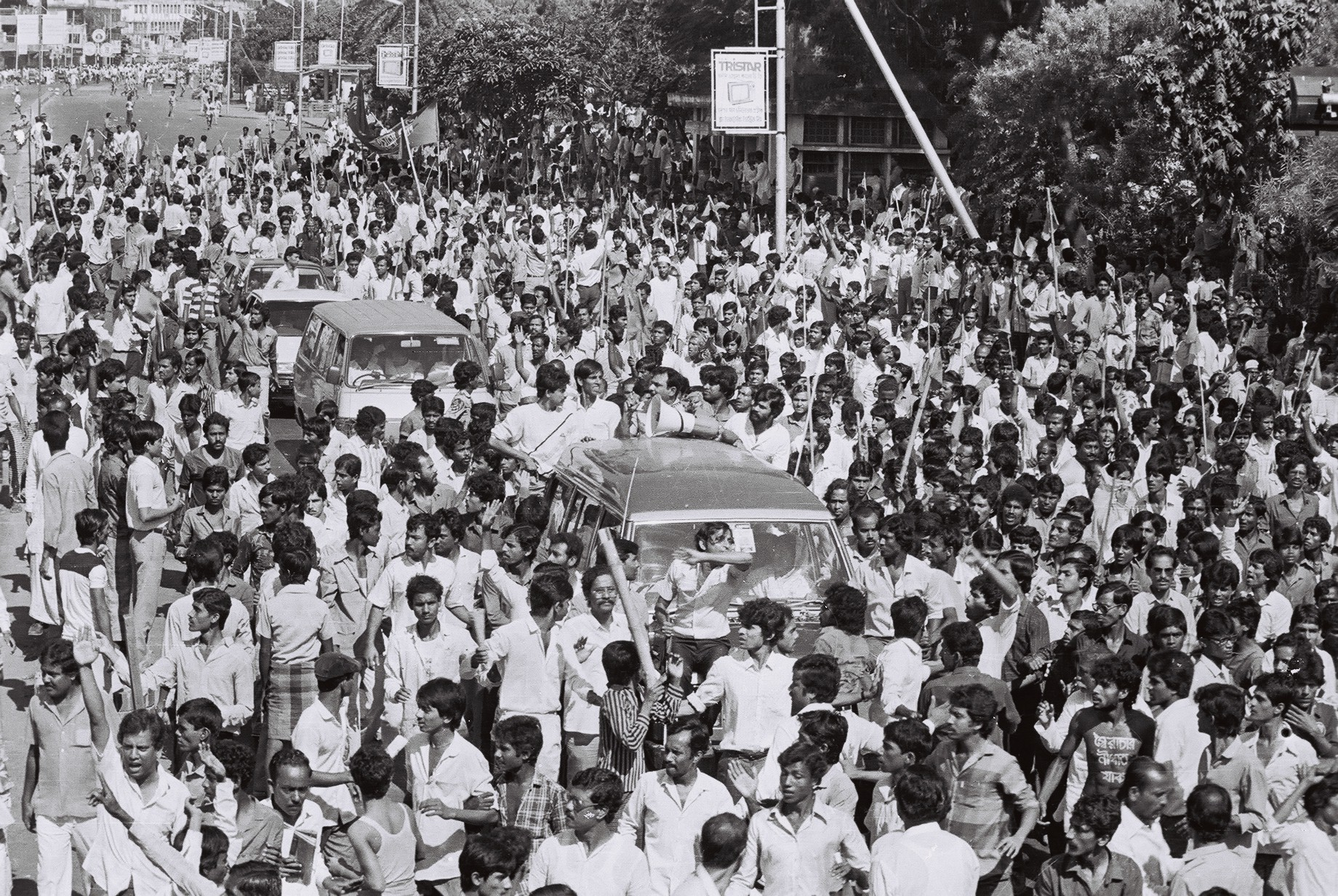
Une manifestation pour la démocratie organisée le 10 novembre 1987 par la ligue Awami à Dacca, environ une demi-heure avant que Noor Hossain soit tué par la police. Mofazzal Hossain Chowdhury est assis sur le toit de la voiture de la leader de l'opposition Sheikh Hasina. Noor Hossain se trouve à l'avant du cortège, portant une pancarte avec le slogan স্বৈরাচার নীপাত যাক (Laissons mourir la tyrannie).

### Instabilité démocratique et ère Sheikh Hasina (depuis 1975)
Après 1975, le parti est divisé en plusieurs factions rivales. Il obtient de mauvais résultats aux élections législatives de 1979, organisées par le gouvernement militaire. En 1981, Sheikh Hasina revient au Bangladesh. Elle prend la direction du parti et parvient à unifier les factions. Puisqu'elle était mineure à l'époque, elle ne peut pas participer aux élections présidentielles de 1981 consécutives à l'assassinat du président Ziaur Rahman. Au cours des neuf années suivantes, sous le régime militaire du général Hossain Mohammad Ershad, la ligue Awami participe à certains scrutins.
La ligue Awami devient le plus grand parti d'opposition au parlement après les élections de 1991, qui font de Khaleda Zia la première femme Première ministre du pays.
En plus d'avoir réussi à maintenir la stabilité économique pendant la crise économique asiatique, le gouvernement parvient à régler le conflit de longue date entre le Bangladesh et l'Inde au sujet du partage des eaux du Gange en 1996 et signe un traité de paix avec les rebelles tribaux en 1997. En 1998, le Bangladesh fait face à l'une des pires inondations de son histoire, ce à quoi le gouvernement répond de manière satisfaisante. Il parvient à maîtriser l'inflation et à neutraliser pacifiquement une insurrection de gauche dans les districts du sud-ouest du pays qui remontait à l'époque du premier gouvernement de la ligue. Cependant, les allégations de corruption généralisée contre les responsables du parti et les ministres ainsi que la détérioration de la situation de l'ordre public mettent le gouvernement en danger. Ses politiques en faveur des pauvres permettent le développement généralisé de la microéconomie, mais laissent la classe d'affaires aisée du pays insatisfaite. Pendant ses derniers mois d'exercice du pouvoir, la ligue est visée par plusieurs attentats perpétrés par des militants présumément islamistes. Sheikh Hasina échappé à plusieurs tentatives d'assassinat, dont l'une au cours de laquelle deux mines antichars sont placées sous son héliport dans le district de Gopalganj. En juillet 2001, le deuxième gouvernement de la ligue devient le premier gouvernement élu au Bangladesh à exercer un mandat complet.
Le parti n'emporte que 62 des 300 sièges au parlement lors des élections d'octobre 2001, bien qu'il ait remporté 40 % des voix, contre 36 % en 1996 et 33 % en 1991. Le Parti national du Bangladesh et ses alliés remportent une majorité des deux tiers au parlement avec 46 % des suffrages exprimés, le BNP à lui seul remportant 41 %, contre 33 % en 1996 et 30 % en 1991.
Alors qu'elle entre dans son deuxième mandat en tant que parti d'opposition depuis 1991, la ligue voit un certain nombre de ses membres clés être assassinés. C'est notamment le cas du jeune leader populaire Ahsanullah Master (en), un membre du parlement originaire de Gazipur, tué en 2004. Peu après, le 21 août 2004, un attentat à la grenade visant Sheikh Hasina pendant une réunion publique cause la mort de 22 militants. Enfin, la secrétaire aux élections du parti, ancienne ministre des Finances et ancienne diplomate Shah M. S. Kibria, également membre du parlement et originaire de Habiganj, est tuée dans un attentat à la grenade à Sylhet plus tard la même année.
En juin 2005, la ligue Awami remporte une importante victoire avec l'élection d'A. B. M. Mohiuddin Chowdhury à la mairie de Chittagong, avec un score confortable, contre le ministre d'État à l'Aviation du Parti nationaliste du Bangladesh de l'époque, Mir Mohammad Nasiruddin. Cette élection est considérée comme la transition entre le PNB et la ligue Awami. Pour autant, les assassinats de leaders du parti continuent. En décembre 2005, le maire de Sylhet issu de la ligue échappe de peu à une troisième attaque contre sa personne, la grenade le visant ayant échoué à exploser.
En septembre 2006, plusieurs hauts dirigeants du parti, dont les parlementaires Saber Hossain Chowdhury (en) et Asaduzzaman Noor (en), sont hospitalisés après avoir été sévèrement blessés par des policiers lors d'une manifestation en faveur de réformes électorales. Vers la fin du mois d'octobre 2006, la ligue Awami et ses alliés mènent une série de manifestations et de blocages à l'échelle nationale pour faire en sorte que le responsable des élections de 2007 soit issu de leur mouvance. Alors que l'élection était prévue pour le 22 janvier 2007 et que la ligue avait prévu de la boycotter, l'armée nationale renverse le pouvoir en place le 11 janvier 2007 et instaure un gouvernement d'intérim composé d'anciens bureaucrates et d'officiers de l'armée.
Entre 2007 et 2008, le gouvernement soutenu par l'armée tente d'éradiquer la corruption et de destituer Sheikh Hasina de la ligue et Khaleda du PNB, sans succès. Malgré tout, le gouvernement par intérim parvient à produire une liste électorale pour les élections du 29 décembre 2008.

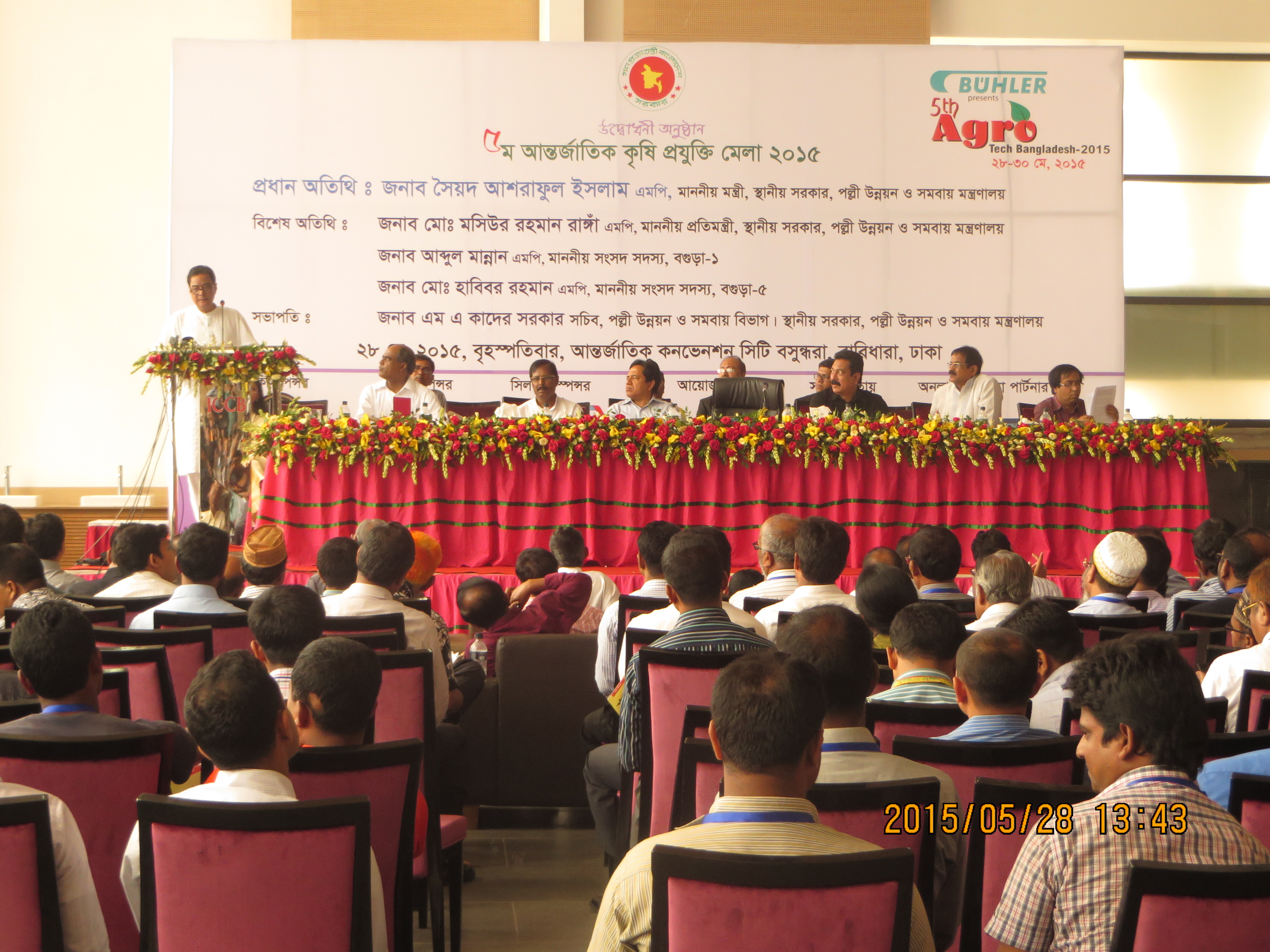
Sayed Ashraful Islam, secrétaire général de la ligue Awami, prononçant un discours à la cinquième Foire de l'industrie agroalimentaire du Bangladesh à Dacca le 28 mai 2015.

La ligue Awami remporte les élections du 29 décembre 2008 en tant que membre d'une vaste alliance politique qui comprenait également le parti Jatiya, dirigé par l'ancien général Hossain Mohammad Ershad, ainsi que d'autres partis de gauche. D'après les résultats officiels, la ligue l'emporte dans 230 des 300 circonscriptions nationales, et avec le reste des alliés, remporte un total de 262 sièges au parlement. La ligue Awami et ses alliés obtiennent 57 % de tous les suffrages, dont 48 % pour la ligue seule. L'opposition, menée par le PNB, cumule 36 % des voix, dont 33 % pour le parti. Sheikh Hasina, en tant que leader du parti, devient la nouvelle Première ministre. Son mandat débute en janvier 2009. Ce gouvernement est celui qui comporte le plus de femmes, notamment à des postes clés : Dipu Moni (ministre des Affaires étrangères), Matia Chowdhury (ministre de l'Agriculture) et Sahara Khatun (ministre de l'Intérieur).
Depuis 2009, le gouvernement de la ligue Awami fait face à plusieurs défis politiques majeurs, notamment la mutinerie des gardes-frontières en février 2009, une crise énergétique en 2010 et des mobilisations dans l'industrie textile. Le parti a également réinstauré la Constitution de 1972, permettant le retour de la laïcité comme principe constitutionnel et la mise en place de procès pour juger les criminels de guerre ainsi que les responsables de la mort de Sheikh Mujib en 1975.
Lors des élections de 2014, l'alliance dirigée par la ligue Awami remporte un deuxième mandat consécutif. Spécificité du scrutin, seuls 5 % des électeurs se sont déplacés en bureaux de vote pour voter. L'opposition menée par le PNB boycotte l'élection après la modification de la Constitution par la ligue. Avec 21 morts parmi les manifestants et plusieurs violations des droits de l'homme, le résultat de ces élections est plus que controversé dans le pays. Plusieurs membres de l'opposition sont également placés en détention pendant cette période.

## Positionnement politique

### Positionnement politique
Le parti est historiquement classé entre le centre et le centre-gauche,, mais est considéré comme d'extrême droite et autoritaire depuis 2021. La ligue se décrit comme laïque (ce qui est débattu),, socio-démocratique et socio-libéral. Sa base idéologique historique, toujours influente, combine des idées du nationalisme d'extrême gauche et du socialisme. La grande majorité des idées défendues par la ligue sont les mêmes depuis la guerre de libération.

L'emblème du Bangladesh : les quatre branches représentent les quatre principes fondamentaux de la ligue.

L'idéologie de la ligue Awami évolue au fil des transformations du paysage politique et socio-économique du Bangladesh. Le parti s'appuie sur quatre principes fondamentaux qui guident sa philosophie et ses actions politiques : la démocratie, le socialisme, la laïcité et le nationalisme. Ces quatre principes fondamentaux auraient été dictés par Sheikh Mujib.

### Laïcité
La ligue Awami est attachée au principe de laïcité depuis longtemps. Le parti se décrit comme profondément laïc et apparaît comme le défenseur de la nation contre l'islamisme. La plupart des dirigeants de la ligue ont affirmé leur volonté de restaurer la Constitution de 1972 en enlevant l'Islam comme religion d'État. Lorsque l'Islam disposait encore de ce statut, la ligue montrait son opposition en manifestant.
Toutefois, le parti a fréquemment dû négocier avec les partis politiques islamistes, notamment sur les questions sociales, pour obtenir gain de cause, ce qui a été critiqué. De plus, la relative tolérance du parti envers le culte musulman et l'absence de sanctions envers les chefs religieux après des attentats terroristes islamistes remet en question ce principe de laïcité.
Le parti crée la Fondation islamique du Bangladesh en 1975, une organisation gouvernementale gérée par le ministère des Affaires religieuses. Par la suite, il instaure également plusieurs jours fériés inspirés ou tirés des fêtes musulmanes et, plus récemment, construit près de 560 mosquées à travers le pays.

### Économie
Le parti prend initialement la défense d'une économie socialiste combinée avec une démocratie sociale. Inspirée des modèles économiques soviétiques et indiens, la ligue Awami instaure sous Sheikh Mujib un système économique basé sur un protectionnisme strict, l'intervention étatique et la régulation économique grâce à une économie planifiée et un marché restreint, décrit comme « ni capitaliste ni socialiste ». Dans les années 1980, le parti entame une transition vers le centre-gauche. En 1992, la ligue adopte une vision libérale de l'économie. Depuis les années 2010, le gouvernement met l'accent sur « l'augmentation des exportations, l'arrivée d'investissements étrangers, l'amélioration des infrastructures, la diversification de l'économie et la modification globale du paysage économique national ».

### Droits LGBT
Le parti adopte une ligne conservatrice en ce qui concerne les droits LGBT. En 2009 et 2013, lorsque le Parlement est dominé par la ligue, il refuse d'abroger l'article 377 (en) qui considère les relations homosexuelles comme criminelles et « contre-nature ». Lorsque le parti est au pouvoir en 2017, il est accusé d'avoir arrêté des citoyens bangladais pour fait d'homosexualité.

### Vision 2021 et Vision 2041
Avant les élections législatives de 2008, la ligue Awami annonce dans sa profession de foi les plans d'action « Vision 2021 » et « Digital Bangladesh » visant à faire du Bangladesh un pays à développement rapide et avec un bon revenu moyen d'ici 2021. Ces plans sont vivement critiqués dans le contexte de l'époque, où la répression étatique, la censure des médias et le faible accès à internet sont omniprésents. Avant l'élection législative de 2024, la ligue annonce le plan « Smart Bangladesh » ainsi que les bases de « Vision 2041 », axé sur le principe de Vision 2021, mais avec quelques notions écologiques et l'augmentation des conditions de vie des citoyens.

### Écologie
En 2011, la ligue Awami est à l'origine du 15e amendement de la Constitution du pays. L'ajout de l'article 18A constitutionnalise les principes de protection et de sauvegarde de l'environnement. La défense de l'environnement apparaît également dans la profession de foi de Sheikh Hasina en 2024. Son gouvernement adopte également le « Bangladesh Delta Plan 2100 », une « ligne directrice technique et économique qui prend en compte la gestion des ressources en eau, l’utilisation des terres, la protection de l’environnement et l'anticipation du changement climatique ». Malgré les critiques sur les autres thématiques politiques dont il se charge, la gestion des causes environnementales par le gouvernement de Sheikh Hasina est considérée comme réussie au regard des attentes internationales et nationales.

### Politique étrangère
Lorsque Sheikh Mujib est Premier ministre entre 1972 et 1975, il utilise son image populaire pour nouer des liens avec les pays frontaliers et étrangers de manière générale. Il souhaitait faire de son pays la Suisse de l'Asie. Son gouvernement parvient à faire reconnaître le Bangladesh par la plupart des pays du monde avant le 15 août 1975, la reconnaissance de la part de la Chine et de l'Arabie saoudite arrivant par la suite.
La ligue Awami est souvent décrite comme pro-Inde. Lorsque le parti entre au gouvernement avec Sheikh Hasina en 1996, il renforce les relations du pays avec l'Inde. En 2015, la présidente signe un accord historique d'échange de terres avec le Premier ministre indien Narendra Modi, ce qui résout le problème des enclaves indo-bangladaises.
Le gouvernement Hasina autorise les Rohingyas à prendre refuge au Bangladesh, ce qui est salué par la communauté internationale. La ligue Awami, bien que laïque, soutient la cause palestinienne. En 1972, son gouvernement rejette la reconnaissance de son pays par Israël. Dans un discours de 2014, Sheikh Hasina déclare : « Nous réitérons notre soutien aux Palestiniens et l'occupation de leurs terres par les Israéliens ne sera jamais acceptée ».

### Critiques

#### Autoritarisme
La ligue Awami est considérée comme autoritaire par de nombreux observateurs nationaux et internationaux. En 2011, le gouvernement abolit le principe de gouvernement intérimaire neutre et non partisan lors du 15e amendement de la Constitution, malgré les protestations des partis d'opposition. Depuis 2014, la liberté de la presse au Bangladesh diminue de manière considérable. Le gouvernement procède aussi à la fermeture de nombreux journaux et chaînes de télévision ainsi qu'à l'arrestation de journalistes pro-opposition. Selon Ali Riaz, « la ligue Awami établit un contrôle total sur le paysage médiatique national » depuis 2018. Dans un rapport de 2021, Human Rights Watch déclare que le parti a « redoublé d'efforts dans la répression autoritaire de la liberté d'expression, en faisant taire les critiques et en censurant les médias ». La régularité des élections législatives de 2014 et 2018 est remise en question par les États-Unis et l'Union européenne.

#### Violences de Jatiya Rakkhi Bahini
Jatiya Rakkhi Bahini, l'ancienne section armée de la ligue, créée sous la supervision de Sheikh Mujib et active de 1972 à 1975, est impliquée dans un certain nombre d'affaires criminelles, dont des assassinats politiques, des fusillades et des viols. D'après Human Rights Watch, la violence institutionnalisée commise par Jatiya Rakkhi Bahini est l'exemple parfait de l'impunité des méfaits commis par le gouvernement au Bangladesh.

## Nom et identité visuelle
La ligue musulmane Awami du Pakistan uni (en ourdou : آل پاکستان عوامی مسلم لیگ) est née de la scission d'une faction de la ligue musulmane en 1949, deux ans après l'indépendance du Pakistan. Le mot « musulman » est abandonné en 1953 lorsque le parti devient laïc. Le mot « Awami » est un adjectif provenant du mot « Awam » signifiant « peuple » en ourdou ; le nom complet du parti peut donc être traduit en « Ligue du peuple du Bangladesh ». Pendant la guerre de libération du Bangladesh en 1971, la plupart des membres de la ligue ont rejoint le gouvernement provisoire du Bangladesh ou le mouvement de guérilla Mukti Bahini pour combattre l'armée pakistanaise. Le nom ligue Awami du Bangladesh finit par s'imposer pour désigner ce groupe de militants nationalistes bengalis.
Le symbole électoral le plus utilisé par le parti lors des élections est le bateau traditionnel bengali, une image facilement reconnaissable et présente dans le paysage bangladais.
La formule « Joy Bangla » (en bengali : জয় বাংলা, qui peut se traduire en « Victoire au Bengale » ou « Longue vie au Bengale ») est le slogan officiel de la ligue. Il s'agit à l'origine du cri de guerre des guérilleros de Mukti Bahini pendant la guerre de libération. La phrase
« Joy Bangla, Joy Bangabandhu » est utilisée par les parlementaires du parti à l'issue de leurs discours et conférences de presse. Il s'agit d'une forme d'hommage au nationalisme bangladais et à Sheikh Mujib, surnommé Bangabandhu.
Le drapeau de la ligue est composé d'un carré vert à quatre étoiles rouges à cinq branches en son centre et d'une bande rouge sur le côté du mât. Le drapeau comporte certains traits communs avec celui du Pakistan, rappelant le passé pakistanais de la ligue. Les quatre étoiles représentent les quatre principes fondamentaux du parti.

## Organisation

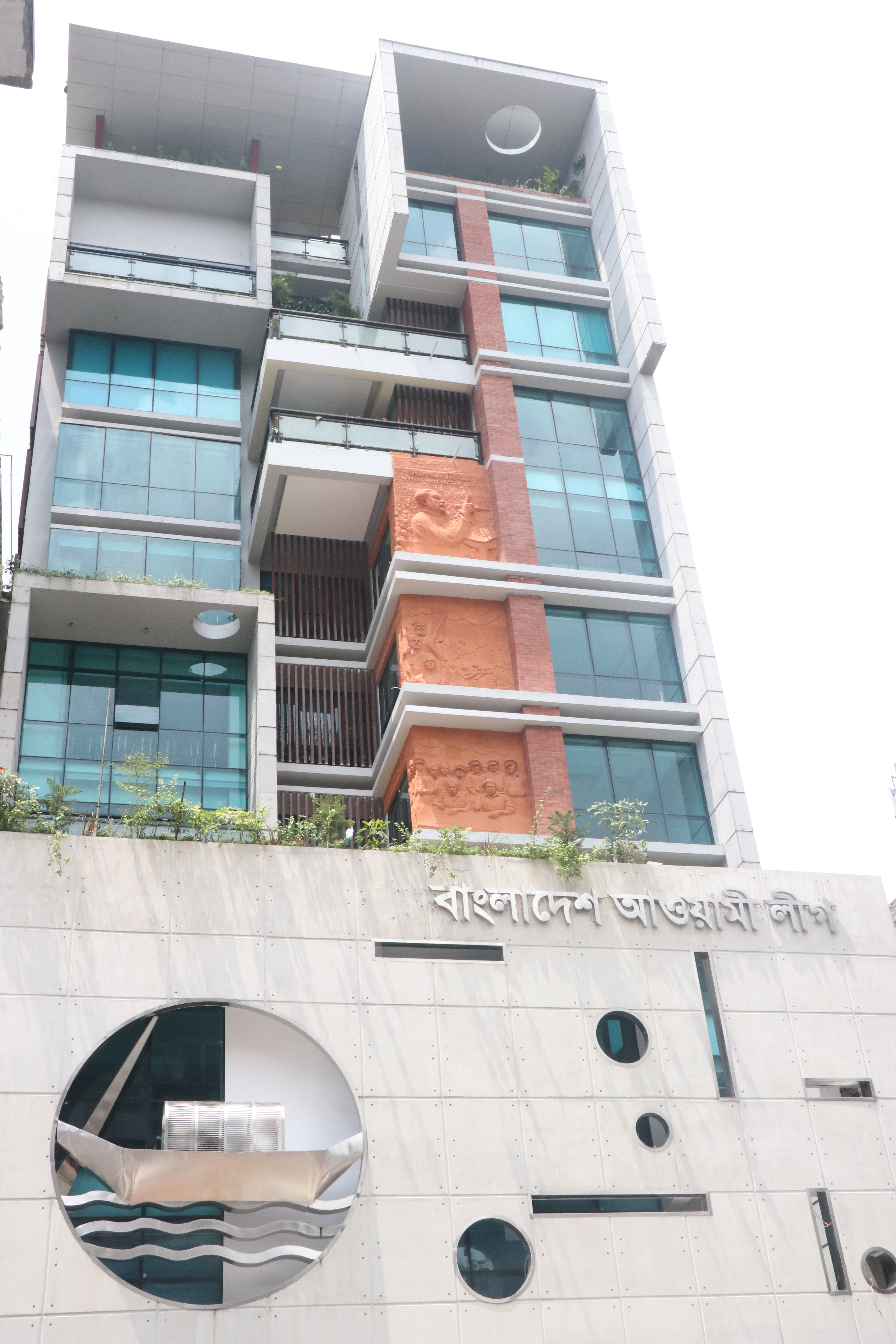
Le siège de la ligue Awami à Dacca.

### Constitution
La Constitution de la ligue Awami du Bangladesh est composée de 24 articles, qui décrivent le programme général, l'adhésion, l'organisation, les objectifs et les principes fondamentaux du parti. En fonction des changements dans le paysage politique et l'actualité, la Constitution peut être révisée lors de la réunion de la conférence nationale du parti.

### Conférence nationale
La conférence nationale est la plus haute instance du parti. Depuis sa première réunion en 1949, elle se réunit tous les trois ans (la majorité du temps, hors périodes de crises). La Constitution du parti accorde plusieurs responsabilités à la conférence nationale :
- Élire le président du parti ;
- Élire le secrétaire général du parti ;
- Examiner des rapports du Comité central de Travail ;
- Débattre et mettre en œuvre les politiques du parti ;
- Réviser la Constitution du parti.

Dans la pratique, les conseillers et délégués du parti débattent des problèmes actuels ou passés pendant une période assez courte, ce qui fait que toutes les problématiques ne peuvent pas être abordées en profondeur. En réalité, ces discussions ont souvent lieu en amont des réunions, dans la période de préparation, au sein d'un groupe restreint de dirigeants du parti. Dans les années qui séparent les réunions de la conférence nationale, le Comité central de Travail est la plus haute instance directrice.

### Comité central de Travail
Le Comité central de Travail est le corps politique du parti. Il regroupe les principaux dirigeants de la ligue, et est composé de 81 membres permanents et de 29 membres en alternance. Ses membres sont élus tous les trois ans par la conférence nationale,. Plus précisément, le Comité est composé de :
- La présidence du parti :
  - Le président du parti ;
  - Les 17 adjoints et conseillers du président ;
  - Le secrétaire général ;
  - Les 4 adjoints au secrétaire général ;
  - Le trésorier.
- 28 membres additionnels ;
- Les 29 secrétaires des sous-comités :

1. Le secrétaire du Bureau
2. Le secrétaire aux Affaires de la Guerre de libération
3. Le secrétaire aux Finances et à la Planification économique
4. Le secrétaire aux Affaires internationales
5. Le secrétaire aux Affaires juridiques
6. Le secrétaire à l'Agriculture et à la Coopération
7. Le secrétaire à l'Information et à la Recherche
8. Le secrétaire aux Secours et à la Protection sociale
9. Le secrétaire aux Affaires religieuses
10. Le secrétaire à la Presse et aux Publications
11. Le secrétaire aux Forêts et à l'Environnement
12. Le secrétaire aux Affaires scientifiques et technologiques
13. Le secrétaire aux Affaires féminines
14. Le secrétaire aux Affaires de la jeunesse et des sports
15. Le secrétaire à l'Éducation et aux Ressources humaines
16. Le secrétaire à l'Industrie et au Commerce
17. Le secrétaire au Travail et à la Main-d'œuvre
18. Le secrétaire aux Affaires culturelles
19. Le secrétaire à la Santé et à la Population
20. Les 8 secrétaires chargés de l'Organisation
21. L'adjoint au secrétaire du Bureau
22. L'adjoint au secrétaire à la Presse

- 10 membres parlementaires du Comité.

### Présidence du parti
La présidence de la ligue Awami est l'acteur décisionnel du parti. Puisque la ligue est au pouvoir depuis 2009, il s'agit de l'instance non-officielle qui dirige le Bangladesh. La présidence est actuellement composée de :
1. S.E. Sheikh Hasina ;
2. Bégum Matia Chowdhury
3. Sheikh Selim (en)
4. Kazi Zafarullah (en)
5. Mosharraf Hossain (en)
6. Pijush Kanti Bhattacharya (en)
7. Muhammad Abdur Razzaque (en)
8. Faruk Khan (en)
9. Shajahan Khan (en)
10. Jahangir Kabir Nanak (en)
11. Abdur Rahman
12. A. H. M. Khairuzzaman Liton (en)
13. Mofazzal Hossain Chowdhury (en)
14. Qamrul Islam (en)
15. Simeen Hussain Rimi (en)
16. Mostafa Jalal Mohiuddin (en)

### Comités de conseil
Les Comités de conseil comptent au total en moyenne 38 membres. Ils agissent comme des think tank, et ne font pas partie du Comité central de Travail.

### Centre pour la recherche et l'information
Le Centre pour la recherche et l'information est le principal think tank et l'unique organe d'information propre au parti. Cette fondation offre des cours de formation politique, conduit des recherches scientifiques axées sur des projets politiques et offre des bourses étudiantes aux individus les plus méritants.

### Branches internes
| Type                    | Nom officiel                             | Abréviation          |
| ----------------------- | ---------------------------------------- | -------------------- |
| Branche étudiante       | Bangladesh Chhatra League                | Chhatra League       |
| Branche jeunesse        | Bangladesh Awami Jubo League (en)        | Jubo League          |
| Branche féminine        | Bangladesh Mohila Awami League (en)      | Mohila League        |
| Branche agricole        | Bangladesh Krishak League (en)           | Krishak League       |
| Branche syndicaliste    | Bangladesh Jatiya Sramik League (en)     | Jatiya Sramik League |
| Branche des volontaires | Bangladesh Awami Swechasebak League (en) | Swechasebak League   |

## Historique des dirigeants

### Président et secrétaire général du parti (depuis 1949)
| Président                                | Année de l'élection (par la Conférence nationale)          | Dates du mandat | Dates du mandat | Durée du mandat     | Secrétaire général                                                                                |
| ---------------------------------------- | ---------------------------------------------------------- | --------------- | --------------- | ------------------- | ------------------------------------------------------------------------------------------------- |
| Abdul Bhashani                           | 1949, 1953 et 1955                                         | 23 juin 1949    | 27 juillet 1956 | 7 ans et 34 jours   | Shamsul Huq (en) Sheikh Mujib                                                                     |
| Huseyn Shaheed Suhrawardy                | Intérim                                                    | 27 juillet 1956 | 10 octobre 1957 | 1 an et 75 jours    | Sheikh Mujib                                                                                      |
| Abdur Rashid Tarkabagish (en)            | 1957 et 1964                                               | 10 octobre 1957 | 25 janvier 1966 | 8 ans et 107 jours  | Sheikh Mujib                                                                                      |
| Sheikh Mujib                             | 1966, 1970 et 1972                                         | 25 janvier 1966 | 18 janvier 1974 | 7 ans et 358 jours  | Tajuddin Ahmad Zillur Rahman                                                                      |
| Muhammad Kamaruzzaman                    | 1974                                                       | 18 janvier 1974 | 24 février 1975 | 1 an et 37 jours    | Zillur Rahman                                                                                     |
| Dissolution (voir BaKSAL)                |                                                            |                 |                 |                     |                                                                                                   |
| Syeda Zohra Tajuddin (en) (coordinateur) | 1977 par le Comité spécial                                 | 4 avril 1977    | Février 1978    | 318 jours           | Aucun                                                                                             |
| Abdul Malek Ukil (en)                    | 1978                                                       | 16 février 1978 | 16 février 1981 | 3 ans               | Abdur Razzaq                                                                                      |
| Sheikh Hasina                            | 1981, 1987, 1992, 1997, 2002, 2009, 2012, 2016, 2019, 2022 | 16 février 1981 | Mandat en cours | 43 ans et 192 jours | Abdur Razzaq Syeda Sajeda Chowdhury Zillur Rahman Abdul Jalil Sayed Ashraful Islam Obaidul Quader |

### Dirigeants du Bangladesh issus du parti (depuis 1971)

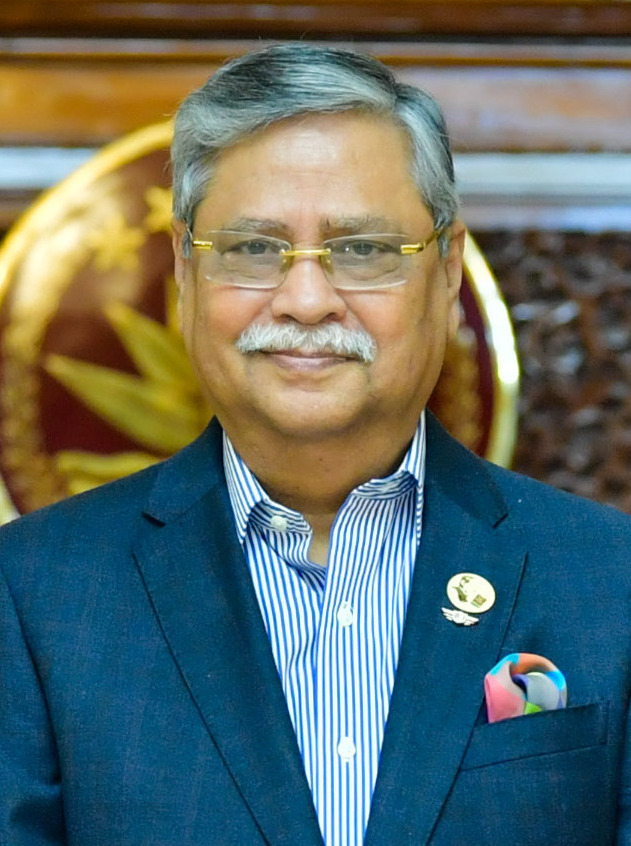
Mohammad Shahabuddin, président du Bangladesh depuis 2023.

| Nom                      | Années du mandat |
| ------------------------ | ---------------- |
| Sheikh Mujib             | 1971-1972        |
| Abu Sayeed Chowdhury     | 1972-1973        |
| Mohammad Mohammadullah   | 1974-1975        |
| Sheikh Mujib             | 1975 (assassiné) |
| Khondaker Mostaq Ahmad   | 1975 (démission) |
| Abu Sadat Mohammad Sayem | 1975-1977        |
| Zillur Rahman            | 2009-2013        |
| Abdul Hamid              | 2013-2023        |
| Mohammad Shahabuddin     | Depuis 2023      |

| Nom                 | Années du mandat         |
| ------------------- | ------------------------ |
| Tajuddin Ahmad      | 1971-1972                |
| Sheikh Mujib        | 1972-1975                |
| Muhammad Mansur Ali | 1975                     |
| Sheikh Hasina       | 1996-2001 puis 2009-2024 |

## Résultats électoraux

### Élections législatives
| Scrutin | Dirigeant du parti | Votes                  | %                      | Nombre de sièges | +/–     | Position | Rôle                      |
| ------- | ------------------ | ---------------------- | ---------------------- | ---------------- | ------- | -------- | ------------------------- |
| 1973    | Sheikh Mujib       | 13 798 717             | 73,20%                 | 293 / 300        | Nouveau | 1er      | Gouvernment               |
| 1979    | Asaduzzaman Khan   | 4 734 277              | 24,56%                 | 39 / 300         | 254     | 2e       | Opposition                |
| 1986    | Sheikh Hasina      | 7 462 157              | 26,16%                 | 76 / 300         | 37      | 2e       | Opposition                |
| 1988    | Sheikh Hasina      | Boycotte les élections | Boycotte les élections | 0 / 300          | 76      | —        | Extra-parlementaire       |
| 1991    | Sheikh Hasina      | 10 259 866             | 30,08%                 | 88 / 300         | 88      | 2e       | Opposition                |
| 1996    | Sheikh Hasina      | Boycotte les élections | Boycotte les élections | 0 / 300          | 88      | —        | Extra-parlementaire       |
| 1996    | Sheikh Hasina      | 15 882 792             | 37,44%                 | 146 / 300        | 146     | 1er      | Gouvernement de coalition |
| 2001    | Sheikh Hasina      | 22 365 516             | 40,13%                 | 62 / 300         | 84      | 2e       | Opposition                |
| 2008    | Sheikh Hasina      | 33 634 629             | 48,04%                 | 230 / 300        | 168     | 1er      | Gouvernment               |
| 2014    | Sheikh Hasina      | 12 357 374             | 72,14%                 | 234 / 300        | 4       | 1er      | Gouvernment               |
| 2018    | Sheikh Hasina      | 63 523 066             | 74,63%                 | 257 / 300        | 23      | 1er      | Gouvernment               |
| 2024    | Sheikh Hasina      |                        | ??,?? %                | 224 / 300        | 33      | 1er      | Gouvernment               |